# 러브 이즈 크라임
《러브 이즈 크라임》(프랑스어: L'amour est un crime parfait)은 2013년 공개된 스릴러 드라마 영화이다.

## 출연

### 주연
- 마티유 아말릭
- 카린 비아르
- 마이웬
- 사라 포레스티에
- 드니 포달리데스